# Amwrosijiwka
Amwrosijiwka (ukr. Амвросіївка) – miasto w obwodzie donieckim na Ukrainie. Miejscowość jest siedzibą rejonu donieckiego. Od 2014 roku znajduje się pod kontrolą Donieckiej Republiki Ludowej.
W mieście rozwinął się przemysł materiałów budowlanych.

## Demografia
- 2013 – 18 832[3]
- 2014 – 18 682[1]